# 薩米特 (紐約州)
薩米特（英語：Summit）是一個位於美國紐約州斯科哈里縣的鎮。

## 人口
根據2020年美國人口普查的數據，薩米特的面積為97.08平方千米，當中陸地面積為96.05平方千米，而水域面積為1.03平方千米。當地共有人口1072人，而人口密度為每平方千米11人。